# Aridofavilla bicuspidata
Aridofavilla bicuspidata är en tvåvingeart som beskrevs av Boris Mamaev 1972. Aridofavilla bicuspidata ingår i släktet Aridofavilla och familjen gallmyggor.
Artens utbredningsområde är Turkmenistan. Inga underarter finns listade i Catalogue of Life.